# NGC 5157
NGC 5157 is een balkspiraalstelsel in het sterrenbeeld Jachthonden. Het hemelobject werd op 20 maart 1787 ontdekt door de Duits-Britse astronoom William Herschel.

## Synoniemen
- UGC 8455
- MCG 5-32-21
- ZWG 161.56
- PGC 47131